# エーリヒ・フロム
エーリヒ・ゼーリヒマン・フロム（Erich Seligmann Fromm、1900年3月23日 - 1980年3月18日）は、ドイツの社会心理学、精神分析、哲学の研究者である。ユダヤ系。マルクス主義とジークムント・フロイトの精神分析を社会的性格論で結び付けた。新フロイト派、フロイト左派とされる。
フロム本人はエーリック・フロムと発音されることを望んでいたという。

## 経歴

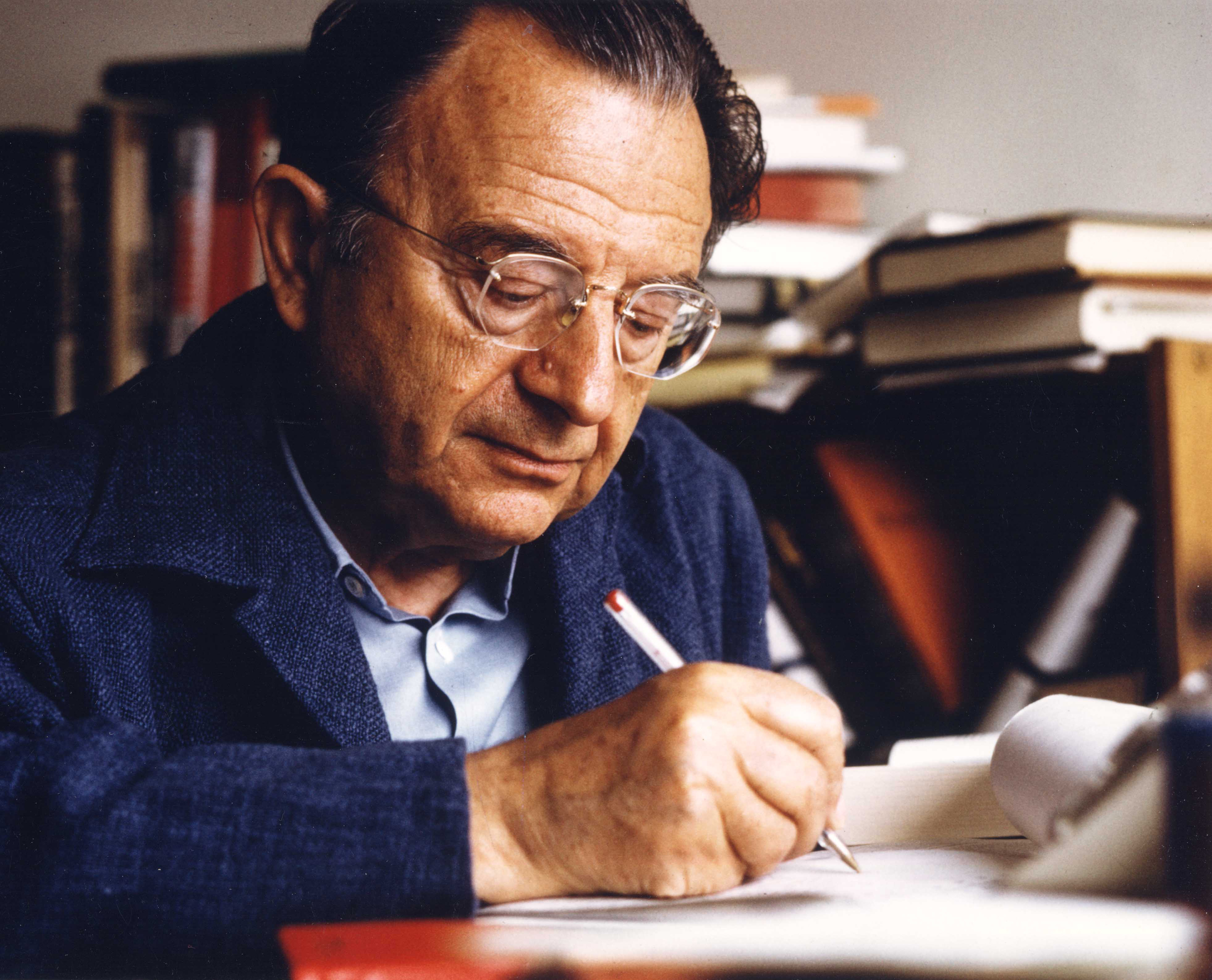
Erich Fromm (1974)

エーリヒ・フロムは1900年、ユダヤ教正統派の両親の間に一人っ子としてフランクフルト・アム・マインに生まれた。フランクフルト大学に入学するが、1年でハイデルベルク大学に移り、ここで社会学・心理学・哲学を学び、1922年にアルフレート・ヴェーバー（マックス・ヴェーバーの弟）、カール・ヤスパース、ハインリヒ・リッケルトの指導の下に学位を取得。1926年にはフリーダ・ライヒマンと結婚する。
1931年にフランクフルト大学の精神分析研究所で講師となった。
ナチスが政権を掌握した後、スイス・ジュネーヴに移り、さらに1934年、フランクフルト学派の主要メンバーと共にアメリカへ移住する。まずコロンビア大学で教えた後、バーモント州のベニトン大学などで教鞭をとった。1949年にメキシコシティに移り、1965年までメキシコ国立自治大学、次いで1974年までメキシコ心理分析研究所 (Instituto Mexicano de Psicoanálisis) で教えた。また並行して、1957年から1961年までミシガン州立大学、1962年から1974年までニューヨーク大学の精神分析学の教授を務めた。フランクフルト学派のメンバーとは、共同研究として『権威主義的パーソナリティ』を発表した。
1974年にスイス・ティチーノ州ムラルトに居を構え、1980年にムラルトの自宅で死去。80歳の誕生日を目前に控えての死であった。

## 思想

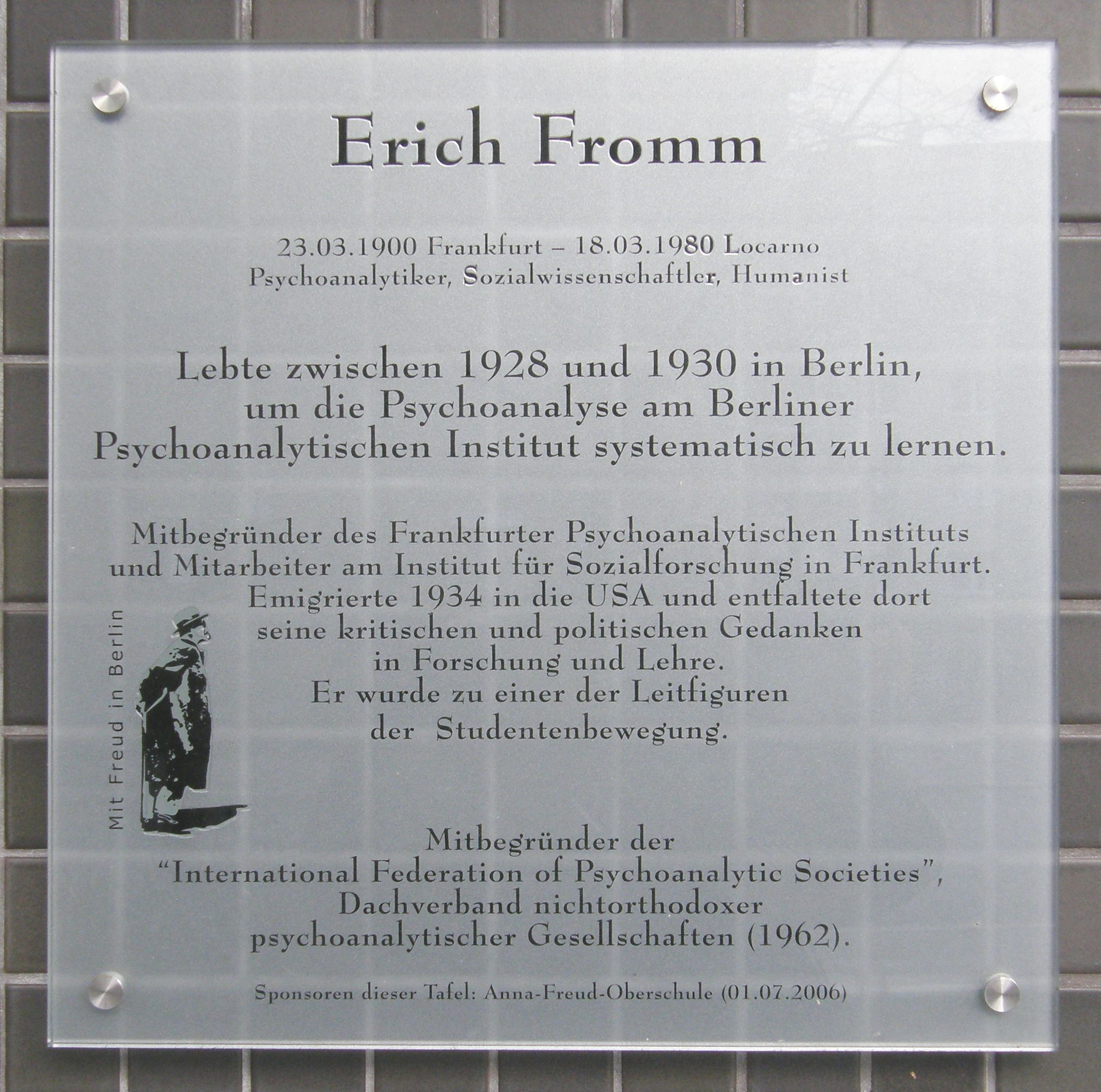
記念プレート

フロムの思想の特徴は、フロイト以降の精神分析の知見を社会情勢全般に適応したところにある。フロムの代表作とも言える『自由からの逃走』ではファシズムの心理学的起源を明らかにし、デモクラシー社会が取るべき処方箋が明らかにされている。フロムによれば人は自分の有機体としての成長と自己実現が阻まれるとき、一種の危機に陥る。この危機は人に対する攻撃性やサディズムやマゾヒズム、および権威への従属と自己の自由を否定する権威主義に向かうことになる。自分自身の有機体としての生産性を実現する生活こそが、それらの危険な自由からの逃避を免れる手段だと説いた。フロムは、バールーフ・デ・スピノザと同じく「幸福は徳の証である」と考えていた。つまり生産的な生活と人間の幸福と成長を願う人道主義的倫理を信奉するとき、人は幸福になれるとした。
フロムによれば神経症や権威主義やサディズム・マゾヒズムは人間性が開花されないときに起こるとし、これを倫理的な破綻だとした。
あらゆる神経症の核心は、人間の正常な成長と同じように、自由と独立を求める戦いにある。正常な人の多くは、この戦いを自己放棄によって終わらせ、うまく適応し正常であると認められようとする。神経症的人間はこの戦いを放棄することはできないが、依存性と自由を求めることの間の矛盾をとこうとすることの試みとして、成功していない試みとして理解することができるという。

### フロイトに関して
フロムは『フロイトの使命』（1959年）や『フロイトを超えて』（1979年）などの著作でジークムント・フロイトの生涯に関する記述と彼の理論の批判的検討を行った。フロムによると、フロイトの欲動理論は第一次世界大戦を境目として二つに分けることができるという。大戦以前、フロイトは人間の欲動（drive）を欲望（desire）と抑圧（repression）の間に生じる緊張であると定義していたが、大戦以降のフロイトは人間の欲動をエロス（生の欲動）とタナトス（死の欲動）の葛藤であるとみなした。フロムは、フロイトとその追随者たちが、この2つの理論の間の矛盾をまったく認めなかったと非難した。
また、フロムはフロイトの二元論的な思考も批判している。フロムによると、フロイト派は人間の意識を二項対立を用いて記述しており、それ故に捉え損なっているものがあるという。さらに、フロムはフロイトのミソジニーをも批判している。
批判すべき点を批判したうえで、フロムはフロイトの業績に対して深い敬意を表している。フロムはフロイトを「アルベルト・アインシュタインやカール・マルクスと並ぶ近代の創始者の一人である」と結論付けている（なお、フロムはフロイト以上にマルクスの重要性を強調している）。

## 主要な著作
- 1941年『自由からの逃走』日高六郎訳 創元社 1951

ファシズムの勃興を心理学的に分析した。近代において発生した個人の自由がいかにして権威主義とナチズムを生み出したのかを丁寧に著述している。サディズムやマゾヒズムおよび権威主義を人間の自由からの「逃走のメカニズム」として分析し、現代において真のデモクラシーを保つための提言がなされている。「自由からの逃避のメカニズム」として破壊性と機械的画一性も指摘している。思考や感情や意思や欲求は個人の自発的なもの由来ではなく社会や他人による影響の大きさ、そして自分自身が自分自身によって思考し感じ意思・欲求することの難しさも指摘している。そして無意識による心理学によって社会的常識を破って個人や文化の分析をすることができると話す。
- 『夢の精神分析 忘れられた言語』 外林大作訳 創元社 1952
- 1947年『人間における自由』谷口隆之助、早坂泰次郎訳 東京創元社 1955

前著に続いて人間性を破壊する権威主義と人間性を守り育てようとする人道主義に関する考察が進められる。人間は人道主義的な倫理を信奉して生産的に生きることができないとき、権威主義的理想に助けを求めようとする。
- 1950年『精神分析と宗教』谷口隆之助、早坂泰次郎訳 創元社 1953
- 1955年『正気の社会』加藤正明、佐瀬隆夫訳 社会思想研究会出版部 1958
- 1956年『愛するということ』 The Art of Loving
  - 懸田克躬訳 紀伊国屋書店 1959
  - 鈴木晶訳 同、1991
  - 鈴木晶改訳 同、2020
- 『フロイトの使命』 佐治守夫訳 みすず書房 1959
- 『人間の勝利を求めて 外交政策における虚構と現実』 斎藤眞、清水知久訳 岩波書店 1963
- 1962年『疑惑と行動 マルクスとフロイトとわたくし』 阪本健二、志貴春彦訳 東京創元新社 1965
- 1963年『革命的人間』 谷口隆之助訳 東京創元新社 1965
- 『悪について』 鈴木重吉訳 紀伊国屋書店 1965
- 『社会主義・ヒューマニズム』 城塚登監訳 紀伊国屋書店 1967
- 1968年『希望の革命 技術の人間化をめざして』 作田啓一、佐野哲郎訳 紀伊国屋書店 1969
- 『ヒューマニズムの再発見 神・人間・歴史』 飯坂良明訳 河出書房 1968  「ユダヤ教の人間観」と改題
- 『フロムとの対話』 リチャード・エヴァンズ 牧康夫訳 みすず書房 1970
- 『マルクスの人間観』 樺俊雄、石川康子訳 合同出版 1970 のちレグルス文庫
- 『精神分析の危機 フロイト、マルクス、および社会心理学』 岡部慶三訳 東京創元社 1974
- 『破壊 人間性の解剖』 作田啓一、佐野哲郎訳 紀伊国屋書店 1975
- 1976年『生きるということ』Haben oder Sein佐野哲郎訳 紀伊国屋書店 1977.7
- 『権威と家族』 安田一郎訳 青土社 1977.5
- 『フロイトを超えて』 佐野哲郎訳 紀伊国屋書店 1980.8
- 『反抗と自由』 佐野哲郎訳 紀伊国屋書店 1983.2
- 『人生と愛』 佐野哲郎、佐野五郎訳 紀伊国屋書店 1986.4
- 『ワイマールからヒトラーへ 第二次大戦前のドイツの労働者とホワイトカラー』 佐野哲郎、佐野五郎訳 紀伊国屋書店 1991.2
- 『愛と性と母権制』 ライナー・フンク編 滝沢海南子、渡辺憲正訳 新評論 1997.2
- 『よりよく生きるということ』 小此木啓吾監訳 堀江宗正訳 第三文明社 2000.2
- 『聴くということ 精神分析に関する最後のセミナー講義』 堀江宗正訳 松宮克昌訳 第三文明社 2012.9

### 共著
- 鈴木大拙; リチャード・デマルティーノ 著、佐藤幸治ほか 訳『禅と精神分析』東京創元社〈現代社会科学叢書〉、1960年11月15日。NDLJP:2968362。(要登録)

## 関連書籍
- 水田信 『実存と愛』 創言社 1994 ISBN 4-88146-385-3
- 岸見一郎、エーリッヒ・フロム『今を生きる思想　エーリッヒ・フロム　孤独を恐れず自由に生きる』講談社〈講談社現代新書2687〉、2022年11月17日。ISBN 978-4-06-530069-5。 （電子版あり）